# Лекарево (Кировоградская область)
Лекарево (укр. Лікареве) — село в Новомиргородской городской общине Новоукраинского района Кировоградской области Украины.
До 2020 года входило в Новомиргородский район
Население по переписи 2001 года составляло 212 человек. Почтовый индекс — 26009. Телефонный код — 5256.

## Достопримечательности
Между селом Лекарево и районом Новомиргорода Шмидовка, на большом пологом мысе левого берега реки Большая Высь находится археологическая стоянка позднего палеолита (36—38 тыс. л. н.) «Высь», относящаяся к ориньякскому технокомплексу. Некоторые орудия схожи с технокомплексом стрелецкой культуры. Полученные материалы также имеют прямые аналогии в селетоидных комплексах Украины (Стенка на Днестре, Королёво II в Закарпатье, Мира под Запорожьем, Буран-Кая III слой С в Крыму); Молдавии (грот Брынзены нижний слой, Гординешты, Корпач, Корпач-мыс, Бобулешты, Буздужаны); России (Бирючья Балка 1 и 2 на Нижнем Дону, Костёнки 1 слои 2 и 3, Костёнки 6, Костёнки 11, Костёнки 12 слой 3 на Среднем Дону).